# Баб'як (гміна)
Гміна Баб'як (пол. Gmina Babiak) — сільська гміна у північно-західній Польщі. Належить до Кольського повіту Великопольського воєводства.
Станом на 31 грудня 2011 у гміні проживало 8079 осіб.

## Територія
Згідно з даними за 2007 рік площа гміни становила 133.58 км², у тому числі:
- орні землі: 70.00%
- ліси: 19.00%

Таким чином, площа гміни становить 13.21% площі повіту.

## Населення
Станом на 31 грудня 2011:
| Опис     | Загалом | Загалом | Чоловіки | Чоловіки | Жінки | Жінки |
| -------- | ------- | ------- | -------- | -------- | ----- | ----- |
| одиниця  | осіб    | %       | осіб     | %        | осіб  | %     |
| все      | 8079    | 100     | 4018     | 49.73    | 4061  | 50.27 |
| міське   | 0       | 100     | 0        |          | 0     |       |
| сільське | 8079    | 100     | 4018     | 49.73    | 4061  | 50.27 |

## Сусідні гміни
Гміна Баб'як межує з такими гмінами: Вежбінек, Ґжеґожев, Ізбиця-Куявська, Клодава, Коло, Осек-Мали, Сомпольно, Топулька.